# Телави (футбольный клуб)
«Телави» (груз. საფეხბურთო კლუბი თელავი) — грузинский футбольный клуб из одноимённого города. С сезона 2020 выступает в высшем дивизионе чемпионата Грузии — Эровнули лиге.

## История
В 2014 году единственный тогда профессиональный клуб Телави — «Кахети» — в связи с вылетом в третий по силе национальный дивизион и возникшими финансовыми трудностями был расформирован. Однако надолго без профессионального футбола родной город чемпиона Европы 1960 года в составе сборной СССР Гиви Чохели не остался. В 2016 году экс-игроками сборной Грузии Ираклием Вашакидзе, Сосо Гришикашвили и Александром Амисулашвили в главном городе Кахетии был создан футбольный клуб «Телави».
Свой путь команда начала в региональной лиге, а уже в сезоне 2017 года получила право сыграть в третьей по силе лиге Грузии. Заняв третье место, «Телави» получил право на участие в переходных матчах за право сыграть дивизионом выше и своим шансом воспользовался, по сумме двух встреч превзойдя «Гурию» из Ланчхути.
Первый сезон в Эровнули лиге 2 клуб закончил в середине турнирной таблицы, а год спустя замкнул первую тройку и получил возможность побороться в стыковых матчах за выход в высший дивизион. Дважды одержав победу над ФК «Рустави» (1:0 дома и 2:1 на выезде), «Телави» спустя 3,5 года после своего основания добился права играть в «элите» грузинского футбола.
Дебютным для команды из Кахетии в Эровнули лиге стал выездной матч против тбилисского «Динамо», ставший при этом и матчем открытия первенства 2020 года. Поединок завершился нулевой ничьей.

## Текущий состав
| Номер | Игрок                | Страна        | Позиция      |
| 21    | Лука Саникидзе       | Флаг Грузии   | Вратарь      |
| 42    | Леван Тандилашвили   | Флаг Грузии   | Вратарь      |
| 24    | Торнике Дзонценидзе  | Флаг Грузии   | Защитник     |
| 20    | Важа Пацация         | Флаг Грузии   | Защитник     |
| 27    | Лаша Шергелашвили    | Флаг Грузии   | Защитник     |
| 33    | Рафаель Чуквура      | Флаг Нигерии  | Защитник     |
| 14    | Мириан Джикия        | Флаг Грузии   | Защитник     |
| 2     | Цотне Капанадзе      | Флаг Грузии   | Защитник     |
| 4     | Пируз Мараквелидзе   | Флаг Грузии   | Защитник     |
| 8     | Гиорги Джанелидзе    | Флаг Грузии   | Полузащитник |
| 16    | Мохамед Сори Камара  | Флаг Гвинеи   | Полузащитник |
| 9     | Ираклий Рухадзе      | Флаг Грузии   | Полузащитник |
| 7     | Михаил Башелеишвили  | Флаг Грузии   | Полузащитник |
| 10    | Николоз Башелеишвили | Флаг Грузии   | Полузащитник |
| 28    | Гиорги Канделаки     | Флаг Грузии   | Нападающий   |
| 19    | Натан Жуниор         | Флаг Бразилии | Нападающий   |

## Статистика выступлений
| Сезон | Ранг             | Турнир           | Место            | И  | В  | Н  | П  | ГЗ | ГП | РГ  | Очки | Исход | Кубок      |
| ----- | ---------------- | ---------------- | ---------------- | -- | -- | -- | -- | -- | -- | --- | ---- | ----- | ---------- |
| 2017  | 3                | Лига 3           | 3                | 36 | 22 | 8  | 6  | 86 | 33 | +53 | 74   | *     | 3-й раунд  |
| 2018  | 2                | Эровнули лига 2  | 5                | 36 | 12 | 12 | 12 | 45 | 43 | +2  | 48   |       | Полуфинал  |
| 2019  | 2                | Эровнули лига 2  | 3                | 36 | 19 | 6  | 11 | 70 | 36 | +34 | 63   | *     | 4-й раунд  |
| 2020  | 1                | Эровнули лига    | 6                | 18 | 4  | 12 | 2  | 21 | 14 | +7  | 24   |       | 1/4 финала |
| 2021  | 1                | Эровнули лига    | 6                | 36 | 12 | 8  | 16 | 35 | 53 | -18 | 44   |       | 4-й раунд  |
| 2022  | 1                | Эровнули лига    | 7                | 36 | 8  | 15 | 13 | 29 | 36 | -7  | 39   |       | 4-й раунд  |
| 2023  | 1                | Эровнули лига    | 8                | 36 | 10 | 7  | 19 | 34 | 62 | -28 | 37   |       | 4-й раунд  |
| 2023  | переходные матчи | переходные матчи | переходные матчи | 2  | 1  | 1  | 0  | 5  | 1  | +4  | 4    |       | 4-й раунд  |

* По итогам переходных матчей.